# Phương Bình
Phương Bình là một xã thuộc thành phố Cần Thơ, Việt Nam.

## Địa lý
Xã Phương Bình có vị trí địa lý:
- Phía đông giáp xã Hiệp Hưng và xã Tân Phước Hưng
- Phía tây giáp các phường Long Bình, Long Mỹ, Long Phú 1
- Phía nam giáp xã Long Hưng
- Phía bắc giáp xã Hòa An.

Xã Phương Bình có diện tích 85,87 km², dân số năm 2024 là 33.937 người, mật độ dân số đạt 395 người/km².

## Lịch sử
Năm 1966, bàn giao xã Phương Bình và xã Phương Phú của huyện Long Mỹ cho huyện Phụng Hiệp quản lý (chính quyền Việt Nam Cộng hòa vẫn đặt xã xã Phương Bình và xã Phương Phú thuộc các quận Long Mỹ và Đức Long của tỉnh Chương Thiện cho đến năm 1975.
Năm 1967, sáp nhập xã Phương Phú và xã Phương Bình, Hòa An thuộc huyện Long Mỹ vào huyện Phụng Hiệp quản lý.
Ngày 20 tháng 9 năm 1975, Bộ Chính trị ban hành Nghị quyết số 245-NQ/TW về việc hợp nhất tỉnh Cần Thơ (ngoại trừ huyện Thốt Nốt), tỉnh Sóc Trăng, tỉnh Trà Vinh, tỉnh Vĩnh Long thành một tỉnh, tên gọi tỉnh mới cùng với nơi đặt tỉnh lỵ sẽ do địa phương đề nghị lên.
Ngày 20 tháng 12 năm 1975, Bộ Chính trị ban hành Nghị quyết số 19/NQ về việc hợp nhất tỉnh Cần Thơ (bao gồm cả huyện Thốt Nốt của tỉnh Long Xuyên), tỉnh Sóc Trăng thành một tỉnh mới, tên gọi tỉnh mới cùng với nơi đặt tỉnh lỵ sẽ do địa phương đề nghị lên.
Ngày 24 tháng 2 năm 1976, Chính phủ Cách mạng lâm thời Cộng hòa miền Nam Việt Nam ban hành Nghị định số 3/NQ/1976 về việc hợp nhất tỉnh Cần Thơ, tỉnh Sóc Trăng và thành phố Cần Thơ thành một tỉnh mới, lấy tên là tỉnh Hậu Giang.
Ngày 26 tháng 12 năm 1991, Quốc hội ban hành Nghị quyết về việc chia tỉnh Hậu Giang thành tỉnh Cần Thơ và tỉnh Sóc Trăng.
Ngày 26 tháng 11 năm 2003, Quốc hội ban hành Nghị quyết số 22/2003/QH11 về việc chia tỉnh Cần Thơ thành thành phố Cần Thơ trực thuộc trung ương và tỉnh Hậu Giang.
Ngày 26 tháng 7 năm 2005, Chính phủ ban hành Nghị định số 98/2005/NĐ-CP về việc:
- Thành lập thị xã Tân Hiệp thuộc tỉnh Hậu Giang.
- Xã Phương Bình và xã Phương Phú thuộc huyện Phụng Hiệp.

Ngày 11 tháng 2 năm 2014, UBND tỉnh Hậu Giang ban hành Quyết định số 174/QĐ-UBND về việc công nhận trung tâm xã Phương Bình, huyện Phụng Hiệp là đô thị loại V.
Tính đến ngày 31/12/2024:
- Xã Phương Bình có 8 ấp: Phương An, Phương Hòa, Phương Lạc, Phương Quới, Phương Quới A, Phương Quới B, Phương Quới C, Phương Thạnh.
- Xã Phương Phú có 6 ấp: Bình Hòa, Phương An A, Phương An B, Phương Bình, Phương Hòa, Phương Thạnh.

Ngày 12 tháng 6 năm 2025, Quốc hội ban hành Nghị quyết số 202/2025/QH15 về việc sắp xếp đơn vị hành chính cấp tỉnh (nghị quyết có hiệu lực từ ngày 12 tháng 6 năm 2025). Theo đó, sáp nhập tỉnh Hậu Giang và tỉnh Sóc Trăng vào thành phố Cần Thơ.
Ngày 16 tháng 6 năm 2025:
- Quốc hội ban hành Nghị quyết số 203/2025/QH15[11] về việc Sửa đổi, bổ sung một số điều của Hiến pháp nước Cộng hòa xã hội chủ nghĩa Việt Nam. Theo đó, kết thúc hoạt động của đơn vị hành chính cấp huyện trong cả nước từ ngày 1 tháng 7 năm 2025.
- Ủy ban Thường vụ Quốc hội ban hành Nghị quyết số 1668/NQ-UBTVQH15[12] về việc sắp xếp các đơn vị hành chính cấp xã của thành phố Cần Thơ năm 2025 (nghị quyết có hiệu lực từ ngày 16 tháng 6 năm 2025). Theo đó, toàn bộ 29,29 km² diện tích tự nhiên và quy mô dân số là 13.631 người của xã Phương Phú vào toàn bộ 56,58 km² diện tích tự nhiên và quy mô dân số là 20.306 người của xã Phương Bình thuộc huyện Phụng Hiệp, tỉnh Hậu Giang.

Xã Phương Bình có 85,87 km² diện tích tự nhiên và quy mô dân số là 33.937 người.

## Văn hóa
Ngày 27 tháng 4 năm 1990, Bộ Văn hóa – Thông tin ban hành Quyết định số 84/QĐ-BVHTT về việc công nhận Căn cứ Tỉnh ủy Cần Thơ là di tích lịch sử - văn hóa cấp quốc gia.